# La base
La base (The Base) è un film statunitense del 1999 diretto da Mark L. Lester.

## Trama
Quando un ufficiale delle operazioni dell'esercito viene assassinato in una base vicina al confine tra Stati Uniti e Messico, il maggiore John Murphy accetta l'incarico per mettersi sotto copertura per ottenere la fiducia dei soldati corrotti alla base per proteggere gli interessi anti-droga nell'area. Il sergente Michael S. Gammon tenta invece di sgominare un traffico di droga lungo il confine messicano, ma Gammon lavora per il generale brigante Albert Becker e inizia ad eliminare i corrieri della droga, per appropriarsi delle loro merci, facendolo trasferire a Los Angeles.